# Carlos Cuéllar
Carlos Javier Cuéllar Jiménez (Madrid, 1981. augusztus 23. –) spanyol labdarúgó, aki jelenleg a Sunderlandban játszik.

## Pályafutása

### Spanyolország
Cuéllar, 2000-ben a harmadosztályú CD Calahorrában kezdte profi pályafutását, majd egy év múlva a másodosztályban szereplő Numanciához igazolt. Több mint 60 mérkőzésen lépett pályára, mielőtt 2003-ban az Osasunához szerződött. A 2004/05-ös szezonban negyedik helyen végzett csapatával a bajnokságban és bejutott a Copa del Rey döntőjébe is. Két szezonnal később az UEFA-kupa elődöntőjéig menetelt az Osasuna, a menetelés során Cuéllear már az első percben gólt lőtt a Bayer Leverkusennek a BayArenában.

### Rangers
2007 júniusában a Rangers két ajánlatot is tett Cuéllarért, de az Osasuna mindkettőre nemet mondott. Egy hónappal később aztán sikerült megegyezniük egy 2,37 millió fontos összegben. A játékos egy négy évre szóló szerződést kapott a skótoktól, mellye heti 15 ezer fontot keresett. 2007. július 31-én, egy FK Zeta elleni mérkőzésen debütált a kék mezeseknél. Olyan jól teljesített, hogy augusztusban megkapta a hónap legjobbjának járó díjat a skót bajnokságban. Szeptember 1-jén, egy Gretna elleni mérkőzésen szerezte meg első gólját a glasgow-iaknál.
Továbbra is jól játszott, de egy Celtic elleni rangadón kiállították, amikor kézzel ért a labdába Nakamura Sunszuke szabadrúgása után. A zöld-fehérek büntetőhöz jutottak, melyet ugyan Allan McGregor kivédett, de a Rangers végül kikapott és a bajnoki címről is le kellett mondania. A 2007/08-as idény végén őt választották a skót élvonal legjobbjának. A következő szezonban megkapta a 4-es számú mezt, de soha nem viselhette azt, mivel az első meccset sérülés miatt ki kellett hagynia, utána pedig leigazolta az Aston Villa.

### Aston Villa
Az Aston Villa 2008. augusztus 12-én, 7,8 millió font ellenében leigazolta Cuéllart. A 24-es számú mezt kapta meg, melyet korábban a Rangersnél is viselt. Szeptember 18-án az UEFA-kupában, a Litex Lovecs ellen debütált. Három nappal később a bajnokságban is lehetőséghez jutott, a West Bromwich Albion elleni rangadón. A meccs végén állt be, csapata 2-1-re győzött. Október 19-én, a Portsmouth ellen már kezdőként számítottak rá. Leggyakrabban jobbhátvédként lépett pályára, mivel középen általában a Curtis Davies, Martin Laursen páros kezdett. Laursen visszavonulása után visszatérhetett a védelem közepére.

## Sikerei, díjai

### Rangers
- Skót kupa-győztes: 2008
- Skót ligakupa-győztes: 2008

## Külső hivatkozások
- Carlos Cuellar pályafutásának statisztikái a Soccerbase oldalon (angolul)

- Carlos Cuéllar adatlapja az Aston Villa honlapján